# Google Duo
Google Duo è un'applicazione per video chiamate e chat mobile sviluppata da Google, disponibile sui sistemi operativi Android e iOS. È stato annunciato alla conferenza degli sviluppatori di Google il 18 maggio 2016 ed è stata lanciata a livello mondiale il 16 agosto 2016.

## Funzionalità
Google Duo consente agli utenti di effettuare videochiamate in alta definizione. È ottimizzato per reti a larghezza di banda ridotta. La crittografia end-to-end è abilitata per impostazione predefinita. Duo si basa sul numero di telefono, consentendo agli utenti di chiamare qualunque utente dalla lista dei contatti. L'applicazione passa automaticamente tra connessione Wi-Fi e reti cellulari quando questa viene a mancare. La funzione "Toc toc" consente agli utenti di vedere un'anteprima dal vivo del chiamante prima di poter rispondere. Un aggiornamento di aprile 2017 consente agli utenti di effettuare anche solo chiamate vocali in tutto il mondo.

## Caratteristiche
Le videochiamate di Google Duo sono in video HD a 720p. È ottimizzato per reti mobili a larghezza di banda ridotta tramite WebRTC e utilizza QUIC su UDP. L'ottimizzazione è ulteriormente ottenuta attraverso il degrado della qualità video attraverso il monitoraggio della qualità della rete. "Knock Knock" mostra un'anteprima dal vivo del chiamante prima che il destinatario risponda, che secondo Google "fa sembrare le chiamate più come un invito che come un'interruzione". La crittografia end-to-end è abilitata per impostazione predefinita. Duo si basa sui numeri di telefono, consentendo agli utenti di chiamare le persone dal loro elenco di contatti. L'app passa automaticamente dalla rete Wi-Fi a quella cellulare e viceversa. Per la perdita di pacchetti occultamento Duo utilizza WaveNetEQ, un modello generativo basato su WaveRNN di DeepMind/Google AI.
Nel marzo 2017 è stato annunciato che Google Duo avrebbe consentito agli utenti di effettuare chiamate solo audio. La funzione è stata lanciata per la prima volta in Brasile, con un lancio globale ad aprile.
Un anno dopo, a marzo 2018, i messaggi video e vocali sono stati aggiunti a Duo. Gli utenti possono lasciare messaggi della durata massima di 30 secondi per i contatti non disponibili. Questi messaggi possono quindi essere visualizzati dall'altra parte, con la possibilità di chiamare in seguito.
Il supporto per le videochiamate a otto persone nelle versioni iOS e Android dell'app è stato aggiunto a maggio 2019. In linea con offerte di chiamate di gruppo simili a FaceTime, WhatsApp, Skype e Facebook Messenger, i partecipanti possono unirsi o abbandonare la conversazione in ogni momento.
Google Duo ha ampliato le dimensioni dei gruppi da 8 a 12 alla fine di marzo 2020 e ha annunciato l'intenzione di aumentare il limite a 32 chiamanti. 
L'applicazione Google Duo è stata recentemente convertita in Google Meet. Gli utenti che utilizzavano Google Duo sono stati migrati a Google Meet, che offre le stesse funzionalità ma si integra anche con le funzionalità di Meet già esisistenti, quali generare link alle chiamate e programmarle in Calendar.